# Który skrzywdziłeś

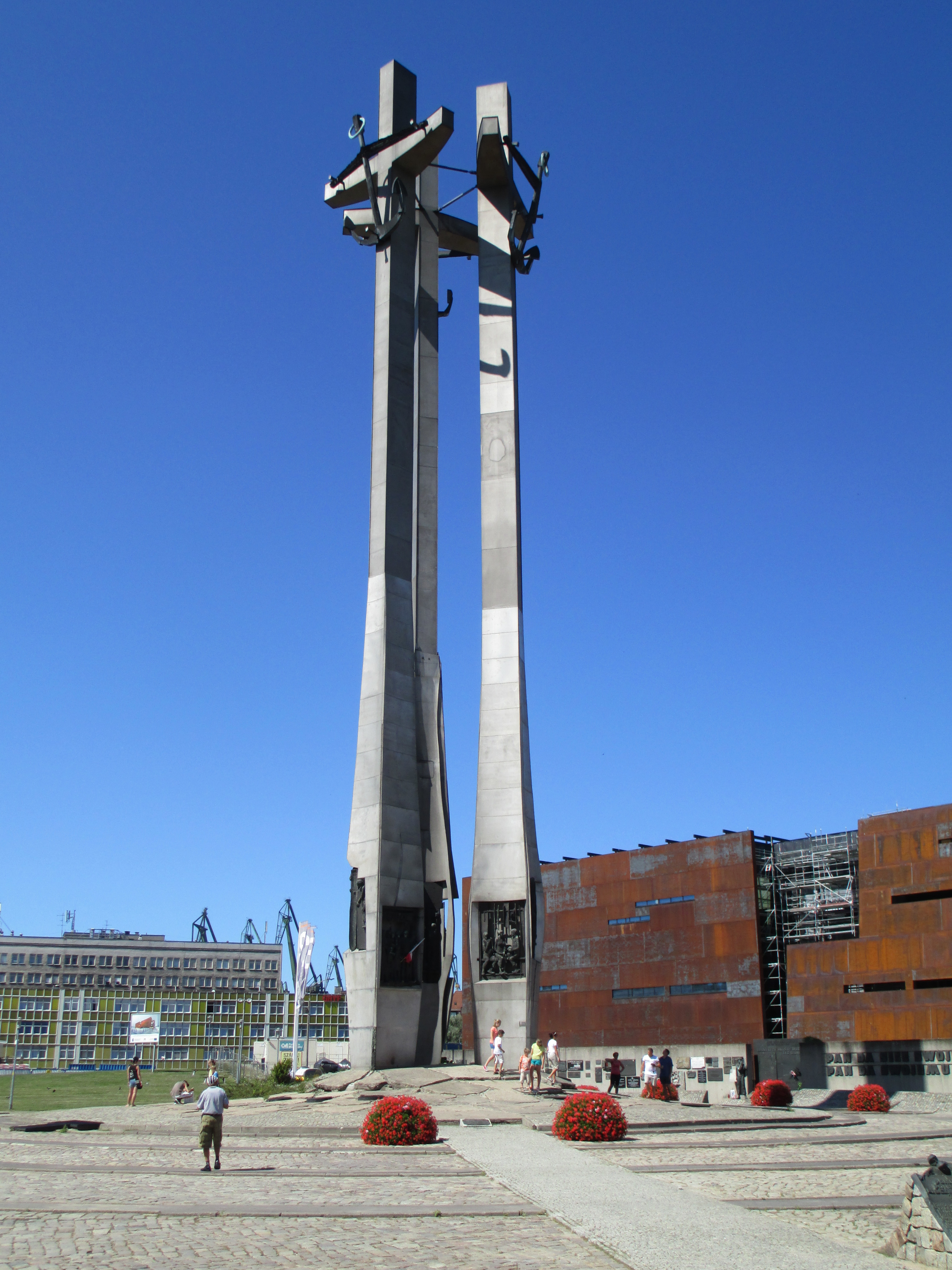
Fragment wiersza Czesława Miłosza znalazł się na Pomniku Poległych Stoczniowców w Gdańsku

Który skrzywdziłeś… – wiersz Czesława Miłosza pochodzący z tomu „Światło dzienne” wydanego w 1953 roku.
Podmiotem lirycznym jest w wierszu poeta, który występuje w roli świadka ludzkiej krzywdy i osoby zobowiązanej do przekazania prawdy o cierpieniu. Adresatem wiersza jest tyran – władca, który wymaga od swoich poddanych absolutnego posłuszeństwa i uległości. Jest to człowiek skłonny do krzywdzenia innych, często nawet bez powodu.
Ofiarami działań tego władcy są przede wszystkim „ludzie prości”, którzy nie wyróżniają się niczym szczególnym i pozbawieni są możliwości samoobrony. Tyran nie boi się odpowiedzialności, ponieważ nie ma nikogo, kto mógłby go do niej pociągnąć. Jest otoczony przez ludzi bezwarunkowo mu oddanych z powodu strachu lub autentycznej wiary w jego działania, czuje się więc bezpieczny. Poeta informuje go jednak, że nikt nie może uniknąć odpowiedzialności wobec historii (rozumianej jako siła sprawcza i ostateczny sędzia). Adresat dowiaduje się także, że lepiej byłoby dla niego, gdyby został powieszony. Podmiot liryczny liczy się z możliwością śmierci, ale przypomina tyranowi, że zabicie poety nie oznacza jeszcze zabicia głoszonych przez niego tez: nowi „poeci” wciąż się rodzą.
Wiersz liczy 4 strofy, dwie pierwsze mają po cztery wersy, trzecia – trzy, czwarta – dwa. Każdy wers zawiera jedenaście zgłosek ze średniówką po piątej, zatem w całym utworze są dokładnie 143 sylaby. Mimo że nie spełnia normy czternastu wersów, jest uważany za sonet.  Poeta zawarł w nim środki retoryczne, między innymi wykrzyknienia, przerzutnie, szyk przestawny.
Cytat z wiersza został umieszczony na Pomniku Poległych Stoczniowców w Gdańsku.